# Gofraid de Lochlann
Gofraid de Lochlann (m. 873) fue un caudillo vikingo, mencionado en las crónicas medievales y anales irlandeses como rey de Lochlann (r. 849? – 873?) en el siglo IX y figura clave para entender la influencia nórdica en los territorios vikingos de las Islas del Norte, especialmente en Escocia y su papel como progenitor de la dinastía Uí Ímair que dominó el mar de Irlanda a principios de la Edad Media. No hay mucha información sobre su persona aunque sus descendientes si están documentados en los anales, así como diversas especulaciones sobre la relación de estos personajes históricos y los que aparecen en algunas sagas nórdicas.

## Vida
Los anales fragmentarios de Irlanda recogen la figura de Goffridh, padre de Amlaíb Conung. En 871 Amlaíb fue de Erin (Irlanda) a Lochlann (¿Noruega?) para ayudar a su padre en la guerra que otros lochlanns le habían declarado. En las entradas del año 849 se cita:
También ese año, el sexto año del reinado de Máel Sechlainn, Amlaíb Conung, hijo del rey de Lochlann, llegó a Irlanda, y trajo consigo la proclamación de muchos impuestos y tributos de su padre, y marchó repentinamente. Entonces su hermano menor Ímar llegó tras él, y trajo consigo el mismo tributo.
Por lo tanto la cita deja claro que Amlaíb es hijo de Gofraid, rey de Lochlann, aunque la localización exacta de "Lochlann" es aún motivo de disputa. A menudo se traduce como Noruega, aunque Ó Corráin argumenta que "es la Escocia vikinga y muy probablemente incluye Mann".
Los anales fragmentarios de Irlanda registran la muerte de Gofraid en 873:
Ég righ Lochlainne .i. Gothfraid do tedmaimm grána opond. Sic quod placuit Deo. (trad. “La muerte repentina y de forma horrible del rey de Lochlann [Gofraid]. Eso complació a Dios.”)
Esta entrada creó gran controversia entre historiadores, pues otras entradas omiten el nombre de Gofraid y solo hablan de la muerte de un anónimo rey de Lochlann. James Henthorn Todd cree que la entrada se refiere a la muerte de Ímar en su traducción de Cogad Gáedel re Gallaib. Clare Downham manifiesta que "no existen evidencias contemporáneas que apoyen la hipótesis que el padre [de Amlaíb] se llamase Gofraid". Ya que los anales se escribieron en fecha desconocida, alrededor de inicios del siglo XI, por lo que no puede considerarse como algo definitivo. Ó Corráin argumenta que el año 873 "no es cronológicamente imposible, ya que sus hijos aparecen en Irlanda 25 años antes, posiblemente en sus veintitantos, lo que da sentido que muriese alrededor de los sesenta años.

## Antecesores
Los anales fragmentarios, en su entrada para 871-872, mencionan:
"En este año, el décimo del reinado Áed Findliath, Ímar hijo de Gothfraid, hijo de Ragnall, hijo de Gothfraid Conung, hijo de Gofraid y el hijo de aquel hombre que dejó Irlanda, Amlaíb, saqueó de oeste a este, y de sur a norte."
Esta cita sugiere un árbol genealógico para Gofraid, pero para los historiadores sin valor histórico, y también los intentos de vincular los reyes de Lochlainn con figuras históricas no han sido satisfactorios. No existe evidencia histórica, ni lingüística para vincular Lothlend/Laithlind con Noruega, y tampoco la dinastía de Dublín con la legendaria historia de los Ynglings de Vestfold".

## Herencia

Uí Ímair: "Halfdan" es Halfdan Ragnarsson, presunto hermano de Ivar el Deshuesado cuya relación como hijo de Gofraid es "dudosa".

Al margen del mencionado Amlaíb Conung, Gofraid tuvo por lo menos dos hijos más: Ímar y Óisle. Los Anales de Ulster citan a un rey de "Laithlinne" cuyo heredero, Thórir, condujo un ejército hasta Irlanda en 848 y murió en el campo de batalla. Aunque nada sugiere que el rey fuese Gofraid, la entrada es un año anterior a la mención de Amlaíb como hijo del rey en los anales fragmentarios.
Según los anales fragmentarios (año 867): 
Hubo un encuentro entre Óisle, hijo del rey de Noruega, y Amlaíb, su hermano. El rey tuvo tres hijos: Amlaíb, Imar y Óisle. Óisle era el menor, pero el más grande en valor, él eclipsó a los irlandeses en lanzamiento de jabalinas y fuerza con lanzas. Él superó a los noruegos con espadas y disparando flechas. Sus hermanos le odiaban, y Amlaíb sobre todo; el motivo no se sabe por el tiempo que pasó. Los dos hermanos, Amlaíb e Imar, fueron a consultar el asunto sobre el joven óisle; escondieron las razones para matarlo, no las dijeron, en su lugar buscaron excusas para poder matarle; y más tarde decidieron matarle.
Cuando Óisle visitó a Amlaíb, le primero dijo:
Hermano, si tu esposa [la hija de Cináed] no te ama, dámela a mi, y cualquier cosa que hayas perdido por ella, yo te lo daré.” Cuando Amlaíb escuchó esto, creció en celos, agarró su espada y la hundió en la cabeza de Óisle, su hermano, matándole. Tras esto, hubo una gran lucha entre ellos [los seguidores del rey, Amlaíb, y aquellos del hermano que había matado]; entonces soplaron las trompetas de batalla en ambas partes.’’
En 870 el castillo de Dumbarton fue asediado por Amlaíb Conung e Ímar, "los dos reyes de los norsemen", quienes "regresaron a Dublín desde Britania" al año siguiente con numerosos cautivos. Posiblemente, Ímar sucedió a Gofraid, al menos brevemente ya que murió en 873. Su muerte se recoge en los anales de Ulster:
Imhar rex Nordmannorum totius Hibernię & Brittanie uitam finiuit (trad. "Ímar rey de los vikingos noruegos de toda Irlanda y Britania acabó su vida.")
Amlaíb murió al año siguiente en campaña contra Escocia, o quizás antes de 872.
De todas formas, la descendencia de Gofraid ha estado siempre envuelta en la controversia, debido a las interpretaciones sobre los hermanos y su posible vínculo con figuras legendarias de las sagas nórdicas.